# Frank Shea
Frank Shea (Irwin, 19 marzo 1894 – Harrisburg, 6 agosto 1978) è stato un velocista statunitense.

## Biografia
Fu tre volte campione nazionale AAU (1917, 1919 e 1920) sulle 440 iarde e una volta campione nazionale NCAA (1921) sulla stessa distanza.
Nel 1920 partecipò alle Olimpiadi di Anversa dove sfiorò per due volte il podio: giunse infatti quarto nella gara dei 400 metri piani con lo stesso tempo (49"9) del secondo e del terzo classificato. Non andò meglio nella staffetta 4×400 dove Shea, che gareggiava nell'ultima frazione, concluse la gara al quarto posto preceduto di un decimo di secondo dalla formazione francese.
Terminata l'attività agonistica, nel 1922 divenne allenatore per l'università di Pittsburgh.

## Palmarès
| Anno | Manifestazione | Sede    | Evento                | Risultato | Prestazione | Note  |
| ---- | -------------- | ------- | --------------------- | --------- | ----------- | ----- |
| 1920 | Olimpiadi      | Anversa | 400 metri piani       | 4º        |             | [ 2 ] |
| 1920 | Olimpiadi      | Anversa | Staffetta 4×400 metri | 4º        |             | [ 3 ] |